# Lil Durk
Lil Durk (справжнє ім'я Дерк Д. Бенкс) — американський репер, засновник лейблу OTF. Виріс в Інґлвуді, одному з найнебезпечніших кварталів району Саузсайд міста Чикаго. У жовтні 2024 року Служба маршалів США заарештувала його за звинуваченням у змові з метою скоєння вбивства на замовлення.

## Кар'єра
Дерк серйозно взявся за реп після виходу своєї пісні «Sneak Dissin», яка отримала безліч позитивних відгуків. У січні 2013 репер випустив ремікс на свій трек «L's Anthem» за участі Yo Gotti, Джулза Сантани, Міка Мілла та Future. 21 травня Lil Durk підписав контракт з лейблом Френча Монтани Coke Boys Records. Signed to the Streets посів 8-му сходинку рейтингу найкращих мікстейпів 2013 за версією Rolling Stone.
Репер планував видати п'ятий мікстейп Fuckery 5 січня 2014. Однак 6 січня він сповістив через Твіттер, що Def Jam порадили йому не випускати безкоштовний реліз. У 2014 Дерк став частиною «Freshman Class» за версією журналу XXL.
27 березня 2015 застрелили менеджера Дерка, Ученну Еджайна. Лише за дві дні до трагедії анонсували вихід дебютної платівки Remember My Name 12 травня, пізніше перенісши її на 2 червня.

## Особисте життя
1 червня 2014 у Чикаго застрелили двоюрідного брата Бенкса, репера OTF Nunu (21 рік), коли той сидів у позашляховику.
У ніч на 27 березня 2015 у Чикаго застрелили менеджера Дерка, Ученну «Chino Dolla» Еджайна (24 роки). За повідомленням Chicago Tribune, приблизно о 1:50 в Чіно вистрілили кілька разів, коли той сидів в авті за рестораном в Евелон-Парк. За наявними даними, він сидів у машині в кварталі 8400 (Сауз Стоуні Айленд-авеню), коли нападникк підійшов і поцілив в автомобіль, здійснивши кілька пострілів у Чіно, зокрема один у голову. За Chicago Sun Times, друг доставив постраждалого до лікарні Едвокейт-Триніті, де того оголосили мертвим о 2:04.

## Проблеми із законом
Наприкінці 2011 року репера заарештували за звинуваченням у незаконному володінні вогнепальною зброєю. Бенкса засудили до 3 місяців ув'язнення, він вийшов під заставу, проте невдовзі повернувся, щоб відсидіти 87 днів.
5 червня 2013 Бенкса заарештували після того, як він нібито кинув вогнепальну зброю .40 калібру в свою автівку, коли поліціянти підійшли до нього на Сауз-Ґрін-стріт у Чикаго. Його звинуватили в незаконному використанні зброї кримінальним злочинцем. Репера тримали під заставою в розмірі $100 тис. Його адвокат заявив про дев'ять показів свідків, які підтверджували невинність виконавця. Один зі свідків також визнав, що пістолет належав йому. Репера звільнили лише 18 липня.
19 серпня 2016 року з Дерка знято звинувачення в порушенні умов випробного терміну, коли його заарештували за звинуваченням у незаконному зберіганні зброї; суддя зняв звинувачення.
У червні 2019 року Бенкс і King Von були заарештовані у зв'язку зі стріляниною в Атланті. Обоє постали перед суддею в залі суду округу Фултон для слухання справи. Прокуратура стверджувала, що двоє реперів украли Jeep Cherokee, 30 тис. доларів та несмертельно стріляли в Александера Візерспуна біля популярного ресторану «The Varsity» 5 лютого 2019 року. Після тижнів ув'язнення Бенкса звільнено під заставу в розмірі 250 тис. доларів, тоді як Вона звільнено під заставу в 300 тис. доларів. Звинувачення проти Дерка знято у  жовтні 2022 року.
9 жовтня 2024 року стало відомо, що матір чиказького репера Карлтона «FBG Duck» Віклі з ворожої банди подала позов проти Дерка, спадкоємців Вона та OTF Records за протиправну смерть її сина, убитого біля стрипцентру в районі Ґолдкоуст (Чикаго) 4 серпня 2020 року. За позовом, Дерк і його лейбл OTF «наживалися на смерті Віклі через недбалість і неправомірні дії».

### Арешт за звинуваченням у замовному вбивстві
23 жовтня 2024 року Кейвон Ґрент, Деандре Вілсон, Кіт Джонс, Девід Ліндсі та Аса Г'юстон, усі пов'язані з лейблом Only the Family, були заарештовані за кількома звинуваченнями, зокрема в змові з метою скоєння вбивства на замовлення, скоєння вбивства на замовлення, що спричинило смерть, та використанням кулемета в злочині із застосуванням насильства, що спричинило смерть, у зв'язку зі стріляниною в серпні 2022 року в репера Quando Rondo й загибеллю його двоюрідного брата, Севіея «Lul Pabb» Робінсона. Стрілянина нібито була помстою за смерть King Von. Як зазначили прокурори: «Перельоти й прокат автомобілів для п'ятьох чоловіків оплачено кредитною карткою, пов'язаною з лейблом». Наступного дня, 24 жовтня, Служба маршалів США заарештувала Дерка в окрузі Бровард, штат Флорида, за підозрою у вбивстві на замовлення. Протоколи арештів і прокурори стверджують, що Дерк найняв п'ятьох чоловіків для участі в стрілянині в обмін на гроші й «вигідні музичні можливості» для кожного, хто вб'є Quando Rondo.
Дерка мають екстрадувати з округу Бровард до Каліфорнії для пред'явлення звинувачень. У разі визнання винним йому загрожує смертна кара або пожиттєве ув'язнення. Наразі його утримують без права на заставу.
Після появи новини про розслідування селище Бродв'ю округу Кук, штат Іллінойс, оголосило про свій розрив з Дерком і його фундацією «Neighborhood Heroes» та про скасування «Ключа від міста», яким його нагородили раніше 18 жовтня.

## Дискографія

### Студійні альбоми
- Remember My Name (2015)
- Lil Durk 2X (2016)
- Signed to the Streets 3 (2018)
- Love Songs 4 the Streets 2 (2019)
- Just Cause Y'all Waited 2 (2020)
- The Voice (2020)
- 7220 (2022)
- Almost Healed (2023)
- Deep Thoughts (2025)